# Fußball-Bundesliga 1998-1999 (Austria)
L'edizione 1998-99 del campionato di calcio della Bundesliga vide la vittoria finale dello Sturm Graz.
Capocannoniere del torneo fu Eduard Glieder (Austria Salisburgo), con 22 reti.

## Classifica finale
|     | Classifica         | G  | V  | N  | P  | GF | GS | Pt |
| --- | ------------------ | -- | -- | -- | -- | -- | -- | -- |
| 1.  | Sturm Graz         | 36 | 23 | 4  | 9  | 72 | 32 | 73 |
| 2.  | Rapid Vienna       | 36 | 19 | 13 | 4  | 50 | 25 | 70 |
| 3.  | Grazer AK          | 36 | 20 | 5  | 11 | 46 | 29 | 65 |
| 4.  | Austria Salisburgo | 36 | 15 | 12 | 9  | 55 | 40 | 57 |
| 5.  | LASK Linz          | 36 | 17 | 6  | 13 | 53 | 44 | 57 |
| 6.  | Tirol Innsbruck    | 36 | 15 | 10 | 11 | 49 | 41 | 55 |
| 7.  | Austria Vienna     | 36 | 13 | 11 | 12 | 41 | 44 | 50 |
| 8.  | Ried               | 36 | 8  | 8  | 20 | 25 | 47 | 32 |
| 9.  | Austria Lustenau   | 36 | 4  | 11 | 21 | 24 | 61 | 22 |
| 10. | Vorwärts Steyr *   | 36 | 3  | 6  | 27 | 29 | 81 | 12 |
| 11. | Spittal/Drau       | 0  | 0  | 0  | 0  | 0  | 0  | 0  |

Vorwärts Steyr penalizzato di 3 punti.

### Verdetti
- Sturm Graz Campione d'Austria 1998-99.
- Vorwärts Steyr e Spittal/Drau retrocesse in 1. Liga.